# Bernsdorf (Saalfeld)
Bernsdorf ist eine Ortslage im Ortsteil Saalfelder Höhe der Stadt Saalfeld/Saale im Landkreis Saalfeld-Rudolstadt in Thüringen.

## Geografie
Der Ortsteil Saalfelder Höhe liegt in der Mitte zwischen Saalfeld und den Kammlagen des Thüringer Waldes auf einer Höhe zwischen 500 und 700 Meter über NN. Bernsdorf hingegen befindet sich auf einem kupierten Hochplateau in 645 Meter über NN im Thüringer Schiefergebirge an der Kreisstraße 136. Die Gemarkung des Dorfes ist von Wald eingegrenzt. Südlich dieser Flur führt die Bundesstraße 281 von Gera über Saalfeld nach Eisfeld vorüber.

## Geschichte
Der 2022 mit 64 Personen bewohnte Ort wurde 1161–1186 erstmals urkundlich erwähnt. Die Gemeinde geht von 1414  aus. Die Menschen lebten im 16. und 17. Jahrhundert vor allem vom Schieferabbau bzw. von der Schieferverwertung. Es gab auch eine Brauerei für den Ort. Die Landwirtschaft wurde nur als Nebenerwerb in Weidenutzung hauptsächlich mit Jungrindern wie auch heute betrieben.
Von 1994 bis 1996 gehörte die einst selbständige Gemeinde der Verwaltungsgemeinschaft Saalfelder Höhe an. Zum 1. Januar 1997 erfolgte der Zusammenschluss der Mitgliedsgemeinden zur Einheitsgemeinde Saalfelder Höhe. Diese wurde am 6. Juli 2018 nach Saalfeld/Saale eingemeindet.